# Хоспет
Хоспет је град у Индији у држави Карнатака. Према незваничним резултатима пописа 2011. у граду је живело 206.159 становника.

## Становништво
Према незваничним резултатима пописа, у граду је 2011. живело 206.159 становника.
| 1991.  | 2001.   | 2011.   |
| ------ | ------- | ------- |
| 96.322 | 164.240 | 206.159 |